# Nur Ali Elahi

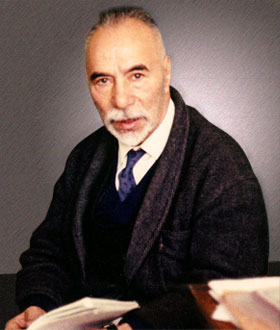
Ostad Elahi (1966)

Nur Ali Elahi (mit dem Gelehrtentitel Ostād Elahi; auch Nūr ‘Alī Ilāhī, Nour Ali Elahi, persisch استاد نور على الهى, DMG Ostād Nūr ‘Alī Elāhī; * 11. September 1895 in Dscheyhunabad; † 19. Oktober 1974) war ein kurdisch-iranischer spiritueller Denker, Musiker, Philosoph und Richter kurdischer Abstammung, der sein Leben der Erforschung der metaphysischen Dimension des Menschen widmete.

## Die frühen Jahre
Elahi wurde in Dscheyhunabad (persisch جيحون آباد, DMG Ǧaiḥūn-ābād) geboren, einem kleinen kurdischen Dorf in der Nähe von Kermānschāh. Sein Vater, Hadsch Nematollah Mokri Dscheyhunabadi (1871–1920), war Mystiker und Dichter sowie der spirituelle Führer der Ahl-e Haqq, eines mystischen Ordens; von den Menschen seiner Zeit wurde er als Heiliger verehrt. Von früher Kindheit an führte Elahi unter der Aufsicht seines Vaters ein asketisches, zurückgezogenes Leben, in dem Mystik, Ethik und Musik eine zentrale Rolle spielten und das von strenger Disziplin geprägt war. Er wurde aber nicht nur in den Grundlagen der Religion und Spiritualität ausgebildet, sondern erhielt zudem eine solide klassische Erziehung und Ausbildung. Schon in seinen Jugendjahren, in denen er seine Zeit dem Studium und der Kontemplation widmete, schuf er die Grundlage für seine philosophischen und spirituellen Überlegungen.
Als sein Vater im Jahre 1920 verstarb, kam Elahi zum Schluss, dass die Zeit der klassischen Spiritualität der Vergangenheit angehöre und dass sich die Suche nach spiritueller Entwicklung nicht länger in der abgeschiedenen Ruhe asketischer Einsiedelei vollziehen könne. Stattdessen gelangte er zur Überzeugung, dass die Spiritualität im Kontext eines aktiven, schöpferischen Lebens inmitten der Gesellschaft praktiziert werden müsse. Aus diesem Grund ließ er im Alter von 24 Jahren sein kontemplatives Leben hinter sich, um seine ethischen Prinzipien einer Prüfung im Schmelztiegel der Gesellschaft zu unterziehen. Er übersiedelte in die Hauptstadt Teheran, schnitt sein langes Haar und seinen Bart ab, tauschte seine traditionellen Gewänder gegen einen Anzug im westlichen Stil und trat in den Staatsdienst ein.

## Juristische Laufbahn
Einige Jahre später, als das Land tiefgreifenden Verfassungsreformen unterzogen wurde, die unter anderem auch die Einführung eines völlig neuen Rechtssystems umfassten, schrieb sich Elahi als Student an der neu gegründeten Juristischen Hochschule des Landes ein. Das Studium der Rechtswissenschaften, das auf drei Jahre angelegt war, beendete er in nur sechs Monaten mit Auszeichnung, so dass er bereits 1934 die Hochschule mit einem Abschluss verließ.
Anschließend schlug Elahi eine juristische Laufbahn ein, die einen Zeitraum von 23 Jahren überspannen sollte. Seine ersten Einsätze führten ihn als Amtsrichter nach Larestan in der Provinz Fars. Dem folgten Berufungen ins Staatsanwalts- und Richteramt an verschiedenen Orten des Landes (unter anderem Ghom, Kermānschāh, Dschahrom und Teheran), bis er schließlich seine Karriere als Richter und anschließend Präsident des Schwurgerichts der Provinz Mazandaran erfolgreich beendete.
Parallel zu seiner beruflichen Tätigkeit widmete Elahi seine Zeit Studien und Forschungen im Bereich der Philosophie, Theologie und Mystik. In dieser wichtigen Schaffensperiode, die sich auf die Ergründung der Metaphysik konzentrierte, legte er das Fundament für seine späteren Arbeiten.

## Gedankengut
Elahis Philosophie beschäftigt sich mit Fragen rund um den Ursprung und die Natur des Menschen, um seine Rolle in der Welt sowie die Frage nach seinen Verantwortlichkeiten und seiner letztendlichen Bestimmung. In seinen Arbeiten geht Elahi davon aus, dass der Mensch ein duales – sowohl materielles als auch spirituelles – Wesen sei und er betont dabei die große Bedeutung der metaphysischen Dimension des Menschseins. Er geht davon aus, dass Selbsterkenntnis mehr erfordert als ausgiebiges Nachdenken und dass die Spiritualität, wie jede andere Wissenschaft auch, notwendigerweise in nachvollzieh- und überprüfbaren Erfahrungen wurzeln muss. Elahis schriftliche und mündliche Lehren sind somit nicht lediglich das Resultat von philosophischen Erörterungen, sondern Ausdruck von reichhaltigen persönlichen Erfahrungen auf dem Gebiet der Spiritualität.

## Schriften
Mit seinem Ausscheiden aus dem Staatsdienst begann Elahi sein Gedankensystem nach und nach für andere zugänglich zu machen. In dieser Zeitperiode verfasste er zwei wissenschaftliche Werke auf dem Gebiet der Religionswissenschaften und der authentischen Spiritualität sowie einen ausführlichen Kommentar zu einem der Werke seines Vaters. Der praktische Aspekt seines Denkens wurde zumeist in Form von mündlichen Unterweisungen vermittelt, in Anwesenheit von engen Freunden und Bekannten, die seinen Rat und seine Führung suchten. Diese mündlichen Überlieferungen wurden von den Zuhörern notiert, transkribiert und schließlich in zwei Bänden veröffentlicht. Elahi ist zudem Urheber mehrerer Manuskripte, die bislang unveröffentlicht sind, darunter Enthüllung der Wahrheiten (Kaschf ol-Haqayeq, 1924), das die Entstehung des Universums und die Rolle des Menschen darin beschreibt.
Im Jahre 1963 veröffentlichte Elahi sein erstes Buch, Beweis der Wahrheit (Borhan ol-Haqq), ein theologisches Werk, das die erste zuverlässig recherchierte Dokumentation der Ahl-e Haqq darstellt. Es behandelt die historische Entstehung der Gemeinschaft, deren grundlegende Prinzipien und Lehren und die ursprünglichen Riten, die bis dahin allesamt geheim gehalten worden waren.
Eine weitere Abhandlung, der Kommentar zum Buch der Könige der Wahrheit (Haschieh bar Haqq-ol Haqayeq, 1966), enthält Begriffserklärungen und Definitionen, die im epischen Werk seines Vaters Hadj Nematollah verwendet werden. Das Werk behandelt die Geschichte der Religionen, gibt Einzelheiten zu Biografie und Rang von Propheten, Heiligen und bedeutenden Persönlichkeiten der Menschheitsgeschichte und geht auf das Konzept der Manifestationen der Göttlichen Essenz ein.
Seine dritte Arbeit schließlich ist eine philosophische Abhandlung, die 1969 erschien: Erkenntnis der Seele (Marefat ol-Ruh). Hierin setzt sich der Autor mit der Existenz und Unsterblichkeit der Seele sowie ihrem allmählichen Prozess der Reifung und Vervollkommnung auseinander.

## Musik
Für Elahi war die Musik in erster Linie ein Mittel, um sich in Kontemplation und Gebet zu üben. Er zeigte zeitlebens keinerlei Interesse an öffentlichen Darbietungen seiner Kunst oder an professionellen Tonmitschnitten. Seine Musik wurzelt in einer Tradition (Ahl-e Haqq), in der im Rahmen von Gebetsversammlungen sakrale Texte rhythmisch rezitiert und gesungen wurden. Diese Gebete oder Anrufungen wurden von Instrumenten wie der Tanbur (einer Langhalslaute), der Nay (einer Flöte) und der Daf (einer Rahmentrommel) begleitet.
Schon mit sechs Jahren begann Elahi mit dem Spiel der Tanbur und nur drei Jahre später, im Alter von neun Jahren, war er ein anerkannter Tanbur-Meister seiner Zeit. Er hat einen entscheidenden Beitrag dazu geleistet, diese althergebrachte Kunst wiederzubeleben, indem er über 100 Musikstücke komponierte, die als Grundlage für seine Improvisationen dienten. Seine musikalische Virtuosität und seine komplexe Spieltechnik, die zum ersten Mal alle fünf Finger beider Hände einbezog, sowie seine physischen Modifikationen am Instrument selbst (die Verdoppelung der höheren Saite, was ein weitaus expressiveres Spiel ermöglichte) brachten ihm den Ruf eines wahren Erneuerers dieser Kunstform ein.
Seit der Gedenkfeier anlässlich seines hundertjährigen Geburtstags im Jahr 1995 sind zwölf CDs seines musikalischen Œuvres erschienen. Der Großteil der Originalaufnahmen datiert zurück bis in die 60er und 70er Jahre, als man im Zuge informeller Treffen im Kreise von Familie und Freunden diese einfachen Mono-Mitschnitte machte, die dann später mit modernen Mitteln digitalisiert wurden.
Einer der charakteristischen Aspekte von Elahis Musik ist die Kunst der Improvisation. Dabei gelingt es ihm, Stücke mit unterschiedlichem Tempo und Rhythmus miteinander zu verweben, ohne dabei je das große Ganze aus dem Auge zu verlieren. Ein Beispiel hierfür sind die Improvisationen in Bâbâ Jalili auf der CD Destinations (Le Chant du Monde, 2008). Darüber hinaus zeichnete sich Elahis Tanburspiel durch überaus komplexe Verzierungen und eine ungewöhnliche Notendichte aus – er konnte bis zu 12 Noten in einer Sekunde spielen. Diese Spielweise zeigt sich unter anderem in der Suite Sahari auf der CD The Celestial Music of Ostad Elahi (Le Chant du Monde, 2004), einer Melodie, die mit Anbruch der Dämmerung gespielt wurde, um die Derwische zum Gebet zu wecken.
Elahi gab die Gesamtheit seines Repertoires an seinen Sohn weiter, Dr. Shahrokh Elahi, der einige Kompositionen seines Vaters auf Video aufzeichnen ließ, um Einblicke in Elahis Stil und Technik zu ermöglichen.

## Geistiges Erbe
In der zweiten Hälfte seines Lebens war Elahi umgeben von Menschen, die aus verschiedenen Kulturen, Traditionen und Ländern stammten. Jeder hatte ein anderes Interesse ihn zu sehen: Der Atheist kam, um mit ihm zu debattieren; der Musiker suchte Rat für seine Spieltechnik; der Gelehrte wünschte seine Sicht eines bestimmten Forschungsgegenstands zu erweitern; der Suchende sehnte sich nach spiritueller Führung. Er hieß sie alle willkommen und nahm sich die Zeit, auf ihre Sorgen und Nöte einzugehen.
Elahi verstarb am 19. Oktober 1974 im Alter von 79 Jahren. In Haschtgerd, einer Kleinstadt nicht weit von Teheran, wurde eine Gedenkstätte errichtet, die Jahr für Jahr von vielen tausend Menschen besucht wird.
Nach seinem Weggang trat sein Sohn, Professor Dr. med. Bahram Elahi (geboren 1931), sein geistiges Erbe an. Ehemals Arzt im Bereich der Kinderchirurgie und Dekan der medizinischen Fakultät, hat Bahram Elahi mehrere Bücher verfasst, die das Gedankengut seines Vaters erläutern und vertiefen.

### Zur Entstehung des Titels „Ostad Elahi“
Als Kind wurde Nur Ali, der den Geburtsnamen „Fatollah“ erhielt, bei seinem Spitznamen „Kutschak Ali“ (wörtl. KLein-Ali) gerufen. Im Alter von 11 Jahren, als er sich mit seinem Vater zusammen gerade in asketischer Klausur befand, erfuhr er eine tiefgreifende spirituelle Wandlung, woraufhin der Name des Kindes in „Seyyed Nur Ali“ geändert wurde. Später, das war 1941, als er in Khorramabad das Amt des Generalstaatsanwalts bekleidete, änderte er seinen Familiennamen offiziell in „Elahi“.
Nach seinem Tod im Jahre 1974 kam seiner Schwester Malek Jan Nemati die Aufgabe zu, sein geistiges Erbe weiterzuführen, und über einen Zeitraum von 20 Jahren war sie die Vermittlerin seiner Lehren. Wie es der Brauch jener Zeit war, sprach Malek Jan von da an aus Ehrerbietung dem älteren Bruder gegenüber stets von „Hazrat-e Ostad“.
Als das Organisationskomitee, das die Gedenkfeier anlässlich seines 100. Geburtstags ausrichtete und die entsprechenden Festivitäten in Paris, London, New York, Los Angeles und Teheran plante, stand man vor der Schwierigkeit, den Titel „Hazrat-e Ostad“ in die westlichen Sprachen zu übersetzen. Eine wörtliche Übersetzung seines Titels (z. B. Seine Hoheit oder Majestät oder auch Meister Nur Ali Elahi) hätte in scharfem Kontrast zu seiner Demut und Bescheidenheit gestanden, für die er allseits bekannt war. Das Komitee entschied sich daraufhin, mit Erlaubnis der Familie, den Titel Ostad Elahi zu wählen, um auf diese Weise dem Respekt Ausdruck zu verleihen, der seiner Schwester am Herzen lag, und gleichzeitig zu signalisieren, dass er den Rang eines meisterhaften Musikers einnahm. Das hatte zur Folge, dass die meisten Bücher und Artikel, die über ihn seit 1995 geschrieben wurden, den Titel „Ostad Elahi“ verwendeten. Heutzutage ist er in weiten Kreisen sowohl unter seinem Namen als auch seinem Ehrentitel bekannt.

### Hundertjahrfeier
Elahi widmete den größten Teil seines Lebens und Schaffens der Suche nach Selbsterkenntnis und der spirituellen Dimension des Menschen. 1995 wurde anlässlich seines 100. Geburtstags ein Symposion ausgerichtet, das in mehreren Städten stattfand (Paris, London, Los Angeles und New York) und an dem Experten aus Wissenschaft, Recht, Literatur und Musik teilnahmen. Thema des Symposions war „Le Spirituel: Pluralité et Unité“ (Das Spirituelle: Pluralität und Einheit). Es fanden Referate und Podiumsdiskussionen zu verschiedensten Themen statt, darunter die ‚Einheit der Religionen‘, ‚Ethik und Recht‘, ‚Wissenschaft und Spiritualität‘ und die ‚Bedeutung eines zeitgemäßen Mystizismus‘.
Unter der Schirmherrschaft der UNESCO und des Französischen Kultusministeriums und mit Unterstützung der Akademie von Paris wurde eine Ausstellung mit dem Titel „Leben und Werk von Ostad Elahi“ initiiert. Sie fand in der Chapelle de la Sorbonne in Paris statt und dauerte von 6. September bis 31. Oktober 1995. Die Ausstellung war in mehrere Teilbereiche gegliedert, die sich auf drei seiner Lebensabschnitte bezogen: Dämmerung (1895–1920), Morgensonne (1920–1957) und Höchster Sonnenstand (1957–1974). Zu jedem Zeitabschnitt wurden speziell ausgewählte Texte, Fotografien, autobiographische Geschichten und persönliche Objekte gezeigt, die einen Einblick in die Person Elahis und die verschiedenen Lebensperioden ermöglichten.
Im Rahmen der Ausstellung konnte der Besucher in einem speziell eingerichteten Musikzimmer den von Elahi selbst komponierten und gespielten Melodien lauschen. Es war das erste Mal, dass diese Musik, die bislang nur im Rahmen von Gebetsversammlungen gespielt worden war, für die Öffentlichkeit zugänglich gemacht wurde. Eine Sammlung traditioneller Instrumente (u. a. Tanbur, Setar und Daf), die Elahi oder seinem Vater gehört hatten, war ebenfalls Teil der Darbietung im Musikzimmer.

## Ausstellung im Metropolitan Museum of Art
Vom 5. August 2014 bis zum 11. Januar 2015 fand eine Ausstellung unter der Schirmherrschaft der UNESCO im Metropolitan Museum of Art der Stadt New York statt. Die Ausstellung lief unter dem Titel „The Sacred Lute – The Art of Ostad Elahi“ und widmete sich hauptsächlich der Musik von Ostad Elahi und der Vorstellung seines Hauptinstruments, der Tanbur. Zu sehen in der Ausstellung waren eine über 120 Jahre alte Tanbur, die Hadj Nematollah, Ostad Elahis Vater und später ihm selber gehörte, aber auch einige andere Musikinstrumente, die Ostad Elahi meisterhaft spielte, wie Setar, Tar, Çöğür, Nay und Kamantsche.
Außerdem wurden einige persönliche Gegenstände von Ostad Elahi, darunter seine Richterrobe und ausgewählte Manuskripte, ausgestellt. Die Ausstellungsstücke waren teils Leihgaben der Familie Elahi, teils aus dem Musée de la Musique in Paris und teils Instrumente aus den Sammlungen des Metropolitan Museum selbst.
Aus Anlass der Ausstellung in New York war auch eine gleichnamige CD publiziert worden: The Sacred Lute – The Art of Ostad Elahi, als Koproduktion mit dem Metropolitan Museum.

## Diskografie
- The Celestial Music of Ostad Elahi (1996), CMT 774 1026 Le Chant du Monde (Ursprünglich erschienen 1995 als The Celestial Music of Ostad Elahi Vol. I)
- Dialogue with the Beloved (1997), CMT 774 1100 Le Chant du Monde (Ursprünglich erschienen 1995 als The Celestial Music of Ostad Elahi Vol. II)
- Paths of Divine Love (1997), CMT 774 1083 Le Chant du Monde
- Celestial Harmonies (1999), CMT 774 1122 Le Chant du Monde
- A Spiritual Epic (1998), CMT 774 1432 Le Chant du Monde
- Mystical Orison (2000), CMT 774 1137 Le Chant du Monde
- Cascade (2002), CMT 774 1150 Le Chant du Monde
- Celestial Danses (2005), CMT 774 1327 Le Chant du Monde
- Destinations (2008) (2 CDs), CMT 774 1626 Le Chant du Monde
- Music for the Mind II (2010), Advanced Brain Technologies and Nour Foundation
- The Sacred Lute: the Art of Ostad Elahi (2 CDs), CMT 874 2259 Le Chant du Monde & The Metropolitan Museum of Art
- Awakening (2014), CMT 774 2367 Le Chant du Monde
- Presence (2014), CMT 774 2300 Le Chant du Monde
- Résilience (2019),  Le Chant du Monde – Harmonia Mundi / The Metropolitan Museum of Art
- Mon Commencement et Ma Fin (2019),  Le Chant du Monde – Harmonia Mundi / The Metropolitan Museum of Art

## Werke
Englisch
- Knowing the Spirit. Übers. von James Winston Morris. State University of New York Press, Albany 2007, ISBN 978-0-7914-6858-6.
- Words of Faith: Prayers of Ostad Elahi. (Paris: Robert Laffont, 1995) ISBN 978-2-911331-02-2
- 100 Maxims of Guidance: Hrsg. und Übers. von Bahram Elahi. Robert Laffont, Paris 1995, ISBN 978-2-911331-00-8.

Französisch
- Paroles de Vérité. Mit einem Vorwort der Übersetzerin Leili Anvar. (Albin Michel, 2014) ISBN 978-2-226-25391-0
- Connaissance de l’âme. Übersetzt von Clara Deville. (L’Harmattan, 2001) ISBN 2-7475-0452-2
- 100 Maximes de Guidance. (Robert Laffont, 1995) ISBN 978-2-221-08206-5
- Confidences Prières d’Ostad Elahi. (Robert Laffont, 1995) ISBN 978-2-221-08205-8

Deutsch
- 100 Maximen der Führung. Einführung von Hrsg. B. Elahi (Ibera, 2009) ISBN 3-85052-274-1

Italienisch
- Parole di verità. (Hrsg. von Anedda, Attanasio und Mondadori 2016) ISBN 88-918091-0-1
- Pensieri di Luce. (Mondadori, 2000) ISBN 978-88-04-44810-5

Persisch
- Bargozideh (persisch برگزیده, DMG Bargozīde, ‚Ausgewähltes‘), auch: Worte der Wahrheit: Eine Auswahl an Zitaten von Ostad Elahi, Nashr-e Panj, 2009.
- Borhano l-Haqq (arabisch-persisch برهان الحق, DMG Borhān al-Ḥaqq, ‚Beweis der Wahrheit [Gottes]‘), 1. Auflage, Tahuri, 1963.
- Haschieh bar Haqqo l-Haqayeq (persisch حاشيه بر حق الحقايق, DMG Ḥāšiye bar ḥaqq al-ḥaqāyeq, ‚Kommentar zur Wahrheit der Wahrheiten‘), auch: Kommentar zum Königsbuch der Wahrheit (Schāhnāme-ye Ḥaqīqat), Husseini, 1967.
- Mar'efato r-Ruh (arabisch-persisch معرفت الروح, DMG Ma‘refat ar-rūḥ, ‚Die Erkenntnis der Seele‘), 1. Auflage, Tahuri, 1968.
- Asaro l-Haqq (arabisch-persisch آثار الحق, DMG Ās̱ār al-Ḥaqq, ‚Werke der Wahrheit [Gottes]‘), Hrsg. B. Elahi, Band 1 (Jeyhoun, 1978); aktuelle, 5. vollständig überarbeitete Auflage, Nashr-e Panj, 2007.
- Asaro l-Haqq (arabisch-persisch آثار الحق, DMG Ās̱ār al-Ḥaqq, ‚Werke der Wahrheit [Gottes]‘), Hrsg. B. Elahi, Band 2, Jeyhoun, 1991.